# Tulu Demtu
Tulu Demtu (Tulu Dīmtu) je druga po visini planina Etiopije iza Ras Dashana. 
Tulu Demtu je dio gorja Bale u regiji Oromiji na jugoistoku Etiopije. Planina je dio Nacionalnog parka Bale, njen najviši vrh doseže 4377 metara. 

## Pogledajte i ovo
- Nacionalni park Bale

## Vanjske poveznice
- Ethiopia 2006 - Part 5 - Over Bale mountains and down to Harena forest  Arhivirana inačica izvorne stranice od 8. listopada 2017. (Wayback Machine) (engl.)